# Wolfgang Lipp (Soziologe)
Wolfgang Lipp (* 21. Dezember 1941 in Linz; † 16. Dezember 2014 in Würzburg) war ein deutscher Soziologe.
Er studierte u. a. an den Universitäten Wien und Münster und promovierte 1967 an der Universität Bochum. 1977 habilitierte er sich an der Universität Bielefeld mit dem Thema Stigma und Charisma. Über soziales Grenzverhalten (veröffentlicht 1985). Er wirkte als Ordinarius an der Universität Würzburg. Gastaufenthalte verbrachte er an der Vanderbilt University in Nashville, Tennessee, USA; an der Universität Trient, Italien, an der Seigakuin Universität, Tokio und am Konrad Lorenz Institut für Evolutions- und Kognitionsforschung in Altenberg bei Wien.
Geprägt durch sein Studium bei Helmut Schelsky wandte er sich früh der Kultursoziologie zu und beschäftigte sich vor allem mit kultursoziologischen Grundsatzfragen, so besonders auch mit dem Problem des Kulturursprungs. Theoretisch führte er die Charisma- mit der Stigma-Debatte zusammen.
Er war Mitherausgeber des Programmbandes Kultursoziologie und Mitherausgeber der Schriften zur Kultursoziologie. 1985 engagierte sich Lipp in einer Arbeitsgemeinschaft „Kultursoziologie“ der Deutschen Gesellschaft für Soziologie, aus der dann später die gleichnamige DGS-Sektion wurde.